# Calle Marcos Paz (Tucumán)
La Calle Marcos Paz es una calle de San Miguel de Tucumán, Tucumán, Argentina. Se extiende desde la avenida Avellaneda hasta la avenida Camino del Perú, en el límite con Yerba Buena. Lleva el nombre de Marcos Paz, quien fuera gobernador de Tucumán y vicepresidente de Bartolomé Mitre, falleciendo en 1868 a causa del cólera.

## Historia
La calle fue abierta en 1887 durante la intendencia de José Padilla. Entre el siglo XIX y siglo XX se construyeron diversos edificios como el Hospital Centro de Salud, el Colegio Sagrado Corazón, el Colegio San Francisco y el Estadio Luis Hayward. Asimismo se convirtió en el principal eje comercial y residencial de Barrio Norte, desarrollando además los barrios Don Bosco y Villa Luján sobre esta calle. En 2010 se repavimentó la calle, entre avenida Avellaneda y Muñecas. También se reconstruyeron los bocacalles en todas las intersecciones con las demás arterias vehiculares.

## Sitios de Interés
A lo largo de esta calle se desarrollan varios lugares de interés y emblemáticos:
- Hospital Centro de Salud
- Colegio Nueva Concepción
- Colegio Sagrado Corazón
- Instituto Puente
- Colegio San Francisco
- Sanatorio Luz Médica
- ENET N° 3
- Estadio Luis Hayward
- C.A.P.S Marcos Paz
- Parque V Centenario